# Gemma Abant Condal
Gemma Abant Condal (Sabadell, 25 de marzo de 1989) es una deportista española que compite en ciclismo en la modalidad de trials, tres veces campeona mundial, en los años 2008, 2010 y 2012, y campeona de Europa en 2013. Su hermana gemela Mireia también compite en la misma especialidad.
Ganó nueve medallas en el Campeonato Mundial de Ciclismo de Montaña entre los años 2006 y 2014, y seis medallas en el Campeonato Europeo de Ciclismo de Montaña entre los años 2007 y 2014.

## Palmarés internacional
| Campeonato Mundial | Campeonato Mundial             | Campeonato Mundial | Campeonato Mundial |
| Año                | Lugar                          | Medalla            | Competición        |
| ------------------ | ------------------------------ | ------------------ | ------------------ |
| 2006               | Rotorua ( Nueva Zelanda)       | Medalla de bronce  | Trials 20″/26″     |
| 2007               | Fort William ( Reino Unido)    | Medalla de plata   | Trials 20″/26″     |
| 2008               | Val di Sole ( Italia)          | Medalla de oro     | Trials 20″/26″     |
| 2009               | Camberra ( Australia)          | Medalla de bronce  | Trials 20″/26″     |
| 2010               | Mont-Sainte-Anne ( Canadá)     | Medalla de oro     | Trials 20″/26″     |
| 2011               | Champéry ( Suiza)              | Medalla de plata   | Trials 20″/26″     |
| 2012               | Leogang/Saalfelden ( Austria)  | Medalla de oro     | Trials 20″/26″     |
| 2013               | Pietermaritzburg ( Sudáfrica)  | Medalla de plata   | Trials 20″/26″     |
| 2014               | Hafjell/Lillehammer ( Noruega) | Medalla de bronce  | Trials 20″/26″     |
| Campeonato Europeo |                                |                    |                    |
| Año                | Lugar                          | Medalla            | Competición        |
| 2007               | Wałbrzych ( Polonia)           | Medalla de bronce  | Trials 20″/26″     |
| 2009               | Zoetermeer ( Países Bajos)     | Medalla de bronce  | Trials 20″/26″     |
| 2010               | Melsungen ( Alemania)          | Medalla de plata   | Trials 20″/26″     |
| 2012               | Weilrod ( Alemania)            | Medalla de plata   | Trials 20″/26″     |
| 2013               | Berna ( Suiza)                 | Medalla de oro     | Trials 20″/26″     |
| 2014               | Wałbrzych ( Polonia)           | Medalla de plata   | Trials 20″/26″     |